# Масиас Вильямар, Хосе
Хосе Масиас Вильямар (исп. José Adolfo Macías Villamar; род. 30 сентября 1979, Манта, Манаби), более известный как «Фито» (исп. Fito) — главарь преступной группировки «Los Choneros», которая занимается наркоторговлей и убийствами на территории Эквадора. По некоторым данным, группировка была связана с мексиканскими наркокартелями. 
Вместе с Адольфом Кито, больше известном, как «Капитан Пико», считались и считаются самыми опасными преступниками страны. Отбывал 34-летний срок из-за торговли наркотиками, создание преступной группировки и заказными убийствами, но сбежал из тюрьмы, что пытался делать и раньше — в 2013 году. Его должны были перевести 7 января из тюрьмы № 1 Гуякиля в тюрьму особого режима, «Ла-Рока». Однако в камере его не оказалось. После этого в стране прогремели бунты заключённых, в пяти группировках удерживают больше 137 человек.
Обвинялся в угрозе убийства кандидата в президенты Эквадора Фернандо Вильявисенсио, произошедшем 9 августа 2023 года. 
Также есть мнение, что организатором атаки на телешоу на канале TC Televisión во время прямого эфира является именно его группировка. Имеются данные о похищении четырёх полицейских и других преступлениях, связываемыми с «Лос-Чонерос» (например, взрыв около жилого дома председателя Национального суда справедливости). 
26 июня 2025 года Адольфо «Фито» Масиаса задержали эквадорские спецслужбы при поддержке США, совместная операция была проведена в прибрежном городе Манта. Он более года находился в розыске после побега из тюрьмы строгого режима.
20 июля 2025 года экстрадирован в США.